# Luis Alberto Romero Alconchel
Luis Alberto Romero Alconchel (San José del Valle, Cádiz, España, 28 de septiembre de 1992) es un futbolista español que juega de centrocampista y su equipo es el Al-Duhail S. C. de la Liga de fútbol de Catar.

## Trayectoria

### Inicios
Se formó en las categorías inferiores del Sevilla F. C. y disputó sus dos primeras temporadas como profesional en el segundo equipo, con el que consiguió 15 goles en la segunda temporada. Debutó con el primer equipo el 16 de abril de 2011 sustituyendo a Rodri en la derrota contra el Getafe C. F. por 1-0.

### Barcelona B
En agosto de 2012, fue jugador del F. C. Barcelona B por un año, en la temporada. Hizo su debut oficial con el equipo el 2 de septiembre del mismo año, jugando dos minutos en la victoria contra el CE Sabadell FC por 2-0.

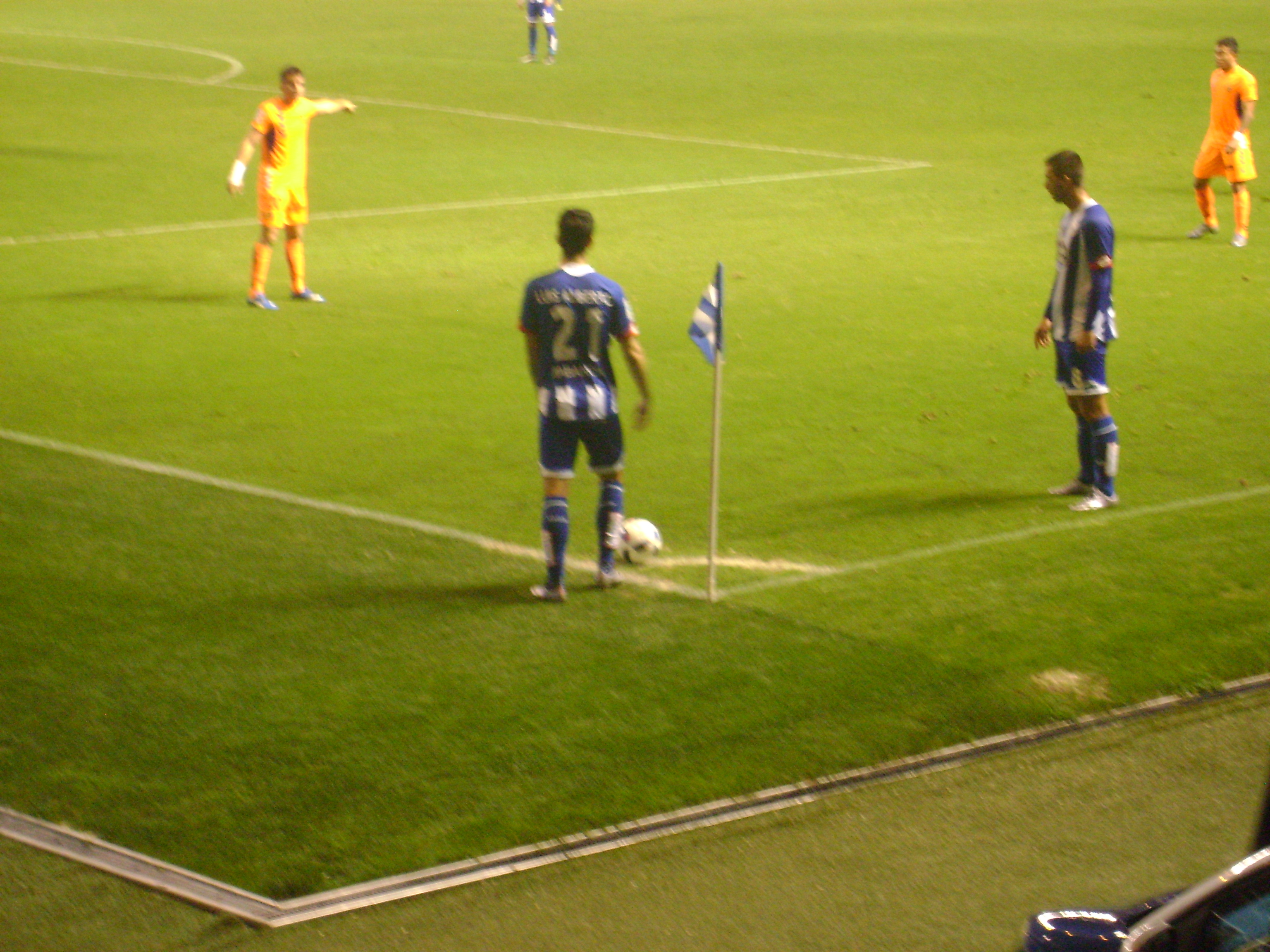
Luis Alberto se dispone a sacar un córner jugando en el Deportivo.

### Liverpool F. C.
El 22 de junio de 2013 se hace oficial el traspaso del joven gaditano del Sevilla F. C. al Liverpool F. C., tasado en 8 millones de euros. Luis Alberto juega en 12 partidos con el equipo red esa temporada, 9 de ellos en Liga. También disputó encuentros con el equipo U21.

### Málaga C. F.
El 26 de junio de 2014 se cerró su cesión al Málaga, por una temporada. Debutó con su nuevo club en la primera jornada de Liga, el 22 de agosto en la victoria por 1-0 ante el Athletic Club, marcando el tanto de la victoria.

### Deportivo de La Coruña
El 6 de julio de 2015 se cerró su cesión al Depor, por una temporada. Debutó con su nuevo club en la segunda jornada de Liga, el 30 de agosto en el empate por 1-1 ante el Valencia C. F. Acabó la temporada siendo uno de los mejores jugadores del Deportivo junto a Lucas Pérez.

### S. S. Lazio
En agosto de 2016 se anunció su fichaje por el equipo romano por un valor de 5 millones de euros. En su primera temporada en la capital no tuvo un gran protagonismo en el equipo de Simone Inzaghi, jugando tan solo 10 partidos y marcando 1 gol. Pese a esto el equipo capitalino llegó a la final de la Copa Italia contra la Juventus y se clasificó a la Liga Europa de la UEFA de la siguiente temporada por su 5to puesto en la Serie A. 
El 13 de agosto de 2017 logró su primer título con la Lazio que venció 3-2 a la Juventus por la Supercopa Italiana. En el transcurso de la temporada el español es titular indiscutible, jugando la mayoría de partidos y teniendo un gran desempeño para que los romanos acabaran en quinta posición y alcanzaran las semifinales de Copa Italia y los cuartos de final de la Liga Europa de la UEFA.
En el conjunto romano militó un total de ocho temporadas en las que marcó 52 goles en los 307 partidos que disputó. Se marchó en junio de 2024 tras unas semanas pidiendo salir y su nuevo destino fue el Al-Duhail S. C. catarí.

### Selección nacional
Debutó con la selección nacional absoluta, en un amistoso contra Costa Rica, el 11 de noviembre de 2017.
En octubre de 2019 volvió a ser convocado para los partidos correspondientes para la clasificación de la Eurocopa de 2020.

## Estadísticas

### Clubes
Actualizado al último partido jugado el 10 de mayo de 2025.
| Club                                  | Div.          | Temporada     | Liga  | Liga  | Copas nacionales | Copas nacionales | Torneos internacionales | Torneos internacionales | Total | Total |
| Club                                  | Div.          | Temporada     | Part. | Goles | Part.            | Goles            | Part.                   | Goles                   | Part. | Goles |
| ------------------------------------- | ------------- | ------------- | ----- | ----- | ---------------- | ---------------- | ----------------------- | ----------------------- | ----- | ----- |
| Sevilla Atlético · España             | 2.ª B         | 2010-11       | 34    | 16    | —                | —                | —                       | —                       | 34    | 16    |
| Sevilla Atlético · España             | 2.ª B         | 2011-12       | 31    | 7     | —                | —                | —                       | —                       | 31    | 7     |
| Sevilla Atlético · España             | Total club    | Total club    | 65    | 23    | —                | —                | —                       | —                       | 65    | 23    |
| Sevilla F. C. · España                | 1.ª           | 2010-11       | 2     | 0     | 1                | 0                | —                       | —                       | 3     | 0     |
| Sevilla F. C. · España                | 1.ª           | 2011-12       | 5     | 0     | 1                | 0                | —                       | —                       | 6     | 0     |
| Sevilla F. C. · España                | Total club    | Total club    | 7     | 0     | 2                | 0                | —                       | —                       | 9     | 0     |
| F. C. Barcelona "B" · España          | 2.ª           | 2012-13       | 38    | 11    | —                | —                | —                       | —                       | 38    | 11    |
| F. C. Barcelona "B" · España          | Total club    | Total club    | 38    | 11    | —                | —                | —                       | —                       | 38    | 11    |
| Liverpool F. C. Inglaterra            | 1.ª           | 2013-14       | 9     | 0     | 3                | 0                | —                       | —                       | 12    | 0     |
| Liverpool F. C. Inglaterra            | Total club    | Total club    | 9     | 0     | 3                | 0                | —                       | —                       | 12    | 0     |
| Málaga C. F. · España                 | 1.ª           | 2014-15       | 15    | 2     | 5                | 0                | —                       | —                       | 20    | 2     |
| Málaga C. F. · España                 | Total club    | Total club    | 15    | 2     | 5                | 0                | —                       | —                       | 20    | 2     |
| R. C. Deportivo de La Coruña · España | 1.ª           | 2015-16       | 29    | 6     | 2                | 0                | —                       | —                       | 31    | 6     |
| R. C. Deportivo de La Coruña · España | Total club    | Total club    | 29    | 6     | 2                | 0                | —                       | —                       | 31    | 6     |
| S. S. Lazio · Italia                  | 1.ª           | 2016-17       | 9     | 1     | 1                | 0                | —                       | —                       | 10    | 1     |
| S. S. Lazio · Italia                  | 1.ª           | 2017-18       | 34    | 11    | 4                | 0                | 9                       | 1                       | 47    | 12    |
| S. S. Lazio · Italia                  | 1.ª           | 2018-19       | 27    | 4     | 5                | 1                | 5                       | 1                       | 37    | 6     |
| S. S. Lazio · Italia                  | 1.ª           | 2019-20       | 36    | 6     | 1                | 1                | 4                       | 0                       | 41    | 7     |
| S. S. Lazio · Italia                  | 1.ª           | 2020-21       | 34    | 9     | 0                | 0                | 6                       | 0                       | 40    | 9     |
| S. S. Lazio · Italia                  | 1.ª           | 2021-22       | 34    | 5     | 2                | 0                | 8                       | 0                       | 44    | 5     |
| S. S. Lazio · Italia                  | 1.ª           | 2022-23       | 35    | 6     | 2                | 0                | 7                       | 1                       | 44    | 7     |
| S. S. Lazio · Italia                  | 1.ª           | 2023-24       | 33    | 5     | 3                | 0                | 8                       | 0                       | 44    | 5     |
| S. S. Lazio · Italia                  | Total club    | Total club    | 242   | 47    | 18               | 2                | 47                      | 3                       | 307   | 52    |
| Al-Duhail S. C. Catar                 | 1.ª           | 2024-25       | 21    | 2     | 10               | 2                | ―                       | ―                       | 31    | 4     |
| Al-Duhail S. C. Catar                 | Total club    | Total club    | 21    | 2     | 10               | 2                | 0                       | 0                       | 31    | 4     |
| Total carrera                         | Total carrera | Total carrera | 426   | 91    | 40               | 4                | 47                      | 3                       | 513   | 98    |

## Títulos

### Títulos nacionales
| Título                         | Club            | País   | Año  |
| ------------------------------ | --------------- | ------ | ---- |
| Supercopa de Italia            | S. S. Lazio     | Italia | 2017 |
| Copa Italia                    | S. S. Lazio     | Italia | 2019 |
| Supercopa de Italia            | S. S. Lazio     | Italia | 2019 |
| Copa de las Estrellas de Catar | Al-Duhail S. C. | Catar  | 2024 |